# Linda Ronstadt
Linda Maria Ronstadt (Tucson, Arizona, 15. srpnja 1946.) - američka pjevačica zabavne glazbe poznata po tome što je pjevala u širokom opsegu žanrova uključujući rock, country, operu i latino glazbu. Prodala je više od 100 milijuna ploča, što je čini jednom od najprodavanijih svjetskih umjetnica svih vremena.
Osvojila je 10 nagrada Grammy, tri nagrade American Music Awards, dvije nagrade Akademije za country glazbu, nagradu Emmy i nagradu ALMA, a mnogi njezini albumi bili su zlatni, platinasti ili multiplatinasti u Sjedinjenim Američkim Državama i međunarodno. Također je zaradila nominacije za nagradu Tony i Zlatni globus. Dobitnica je nagrade Latino Grammy za životno djelo od „Latin Recording Academy” 2011., a također joj je dodijeljena nagrada za životno djelo „Recording Academy” 2016. Uvrštena je u Kuću slavnih rock and rolla u travnju 2014. Dana, 28. srpnja 2014. dodijeljena joj je Nacionalna medalja za umjetnost i humanističke znanosti. Godine 2019. dobila je zajedničku zvijezdu s Dolly Parton i Emmylou Harris na Holivudskoj stazi slavnih za njihov rad u grupi „Trio”.
Izdala je preko 30 studijskih albuma i 15 kompilacija i najvećih hitova. Linda Ronstadt imala je 38 Billboard Hot 100 singlova, od kojih je 21 bio u top 40, 10 u top 10, tri na broju 2, a "You're No Good" na broju 1. Ovaj uspjeh nije praćen u Ujedinjenom Kraljevstvu, i njezin jedini singl "Blue Bayou" bio je među 40 najboljih u Ujedinjenom Kraljevstvu. Njezin duet s Aaronom Nevilleom, "I Don't Know Much", dosegao je drugo mjesto u prosincu 1989. Osim toga, ima 36 albuma, 10 top 10 albuma i tri albuma broj 1 na Billboardovoj ljestvici pop albuma. Njezina autobiografija „Simple Dreams: A Musical Memoir,” objavljena je u rujnu 2013. Debitirala je na popisu 10 najprodavanijih knjiga New York Timesa.
Ronstadt je surađivala s umjetnicima u raznim žanrovima, kao što su: Bette Midler, Billy Eckstein, Frank Zappa, Dolly Parton, Neil Young, Paul Simon, Johnny Cash i Nelson Riddle. Posudila je svoj glas na preko 120 albuma i prodala više od 100 milijuna ploča, što je čini jednom od najprodavanijih svjetskih umjetnica svih vremena. Christopher Loudon, iz Jazz Timesa, napisao je 2004. da je Ronstadt bila "blagoslovljena nedvojbeno najboljim glasnicama svoje generacije".
Ronstadt je svoj posljednji koncert uživo održala krajem 2009., a umirovila se 2011. U prosincu 2012. dijagnosticirana joj je Parkinsonova bolest, zbog čega više ne pjeva.